# Томас Финке
Томас Финке (дан. Thomas Fincke; 6. јануар 1561 — 24. април 1656) је био дански математичар и физичар, и професор на Универзитету у Копенхагену током више од шездесет година.
Финке је рођен у Флензбургу, у Шлезвигу а умро је у Копенхагену. Своја значајна достигнућа је представио у књизи Geometria rotundi (1583), у којој је увео тригонометријске функције за тангенту и секанту.